# Ukraiinske, Kulîkivka
Ukraiinske (în ucraineană Українське) este un sat în comuna Kovciîn din raionul Kulîkivka, regiunea Cernihiv, Ucraina.

## Demografie
Componența lingvistică a localității Ukraiinske
     Ucraineană (95,65%)
     Rusă (4,35%)
Conform recensământului din 2001, majoritatea populației localității Ukraiinske era vorbitoare de ucraineană (95,65%), existând în minoritate și vorbitori de rusă (4,35%).